# Dia Internacional contra o Abuso e Tráfico Ilícito de Drogas

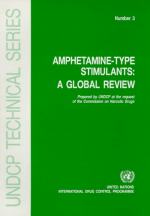
Publicação da UNODC sobre Anfetaminas

Dia Internacional contra o Abuso e Tráfico Ilícito de Drogas é um dia internacional das Nações Unidas contra o abuso de drogas e o comércio ilegal de drogas. É observado anualmente em 26 de junho, desde 1989. A data de 26 de junho é para comemorar o desmantelamento de Lin Hse Tsu do comércio de ópio em Humen, Guangdong, terminando em 25 de junho de 1839, pouco antes da Primeira Guerra do Ópio na China. A observância foi instituída pela Resolução 42/112 da Assembleia Geral, de 7 de dezembro de 1987.
Em 26 de Junho de 1987, dois textos importantes (Comprehensive Multidisciplinary Summary of Future Activities in Drug Abuse Control (Declaração da Conferência Internacional sobre o Abuso e o Tráfico Ilícito de Drogas) foram adotados na Conferência Internacional sobre o Abuso e o Tráfico Ilícito de Droga, que teve lugar em Viena de 17 a 26 de Junho de 1987. A Conferência recomendou que fosse celebrado um dia anual para assinalar a importância da luta contra o abuso e o tráfico ilícito de drogas. Foram sugeridas as datas de 17 de Junho e 26 de Junho e, nas reuniões posteriores, o dia 26 de Junho foi escolhido e inscrito no projeto e na resolução final.
Esta convenção fornece medidas detalhadas contra o tráfico de drogas, incluindo: provisões contra a lavagem do dinheiro; contra o desvio de precursores químicos; provê apoio logístico para a cooperação internacional na extradição de traficantes, entregas e transferência controladas de produtos. Tais medidas dão suporte ao compromisso mundial de combate ao crime transnacional ratificado pela Declaração do Milênio.
O Relatório Mundial de Drogas (ano 2007) informa que o comércio mundial de drogas movimenta cerca de US$ 322 bilhões por ano.

## "Apoio. Não puna."
Desde 2013, uma campanha chamada "Apoio. Não puna" foi associado ao 26 de junho. Coordenado pelo International Drug Policy Consortium, exige que as abordagens da política de drogas sejam focadas na saúde, nos direitos humanos e no fim da criminalização das pessoas que usam drogas.